# Trippel SG 6
Der Trippel SG 6 beziehungsweise Schwimmfähiger Geländewagen 6 war ein vor Beginn des Zweiten Weltkrieges für den zivilen Markt und die Wehrmacht entwickelter Schwimmwagen.

## Geschichte

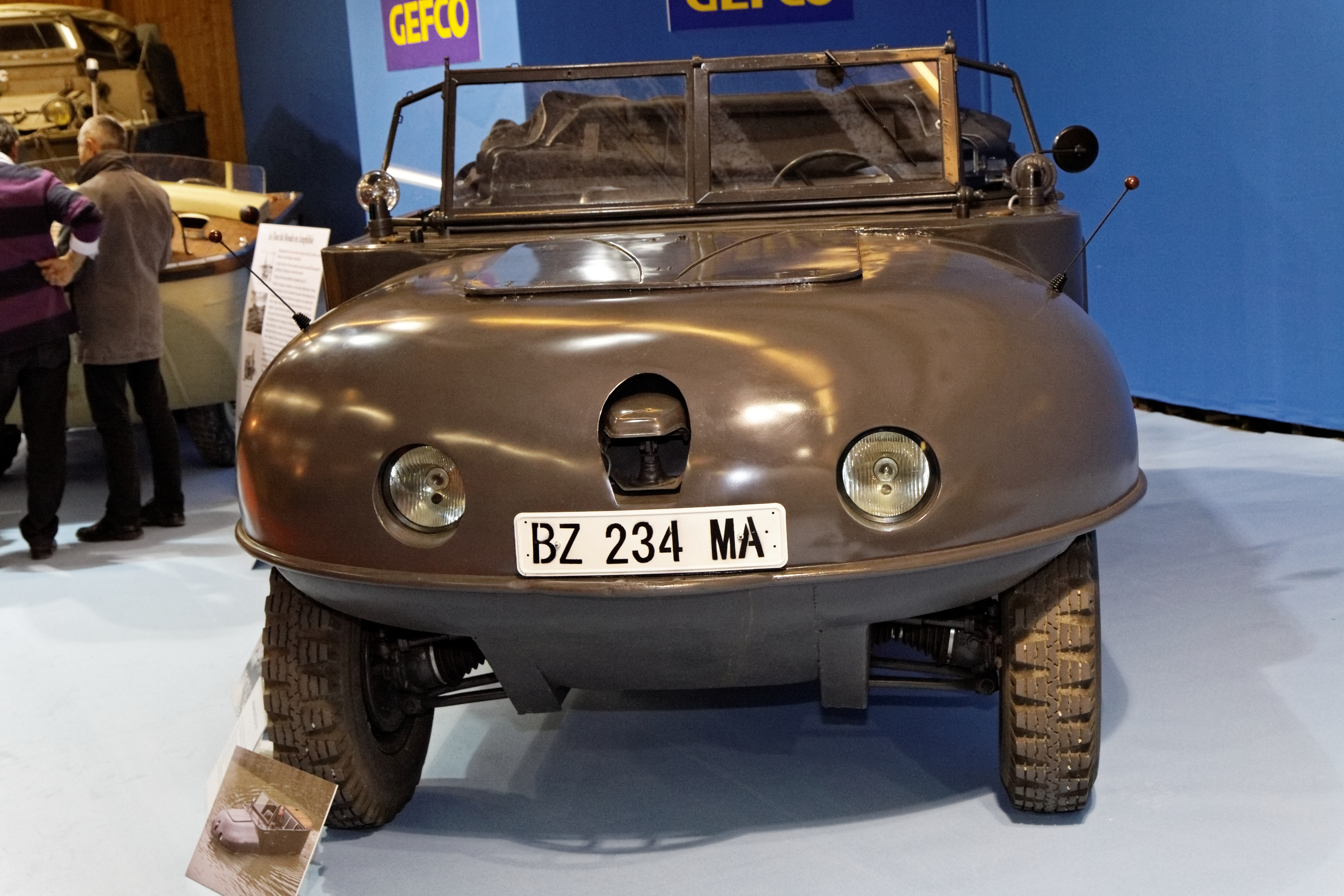
Trippel SG 6 38 (Baujahr 1941)

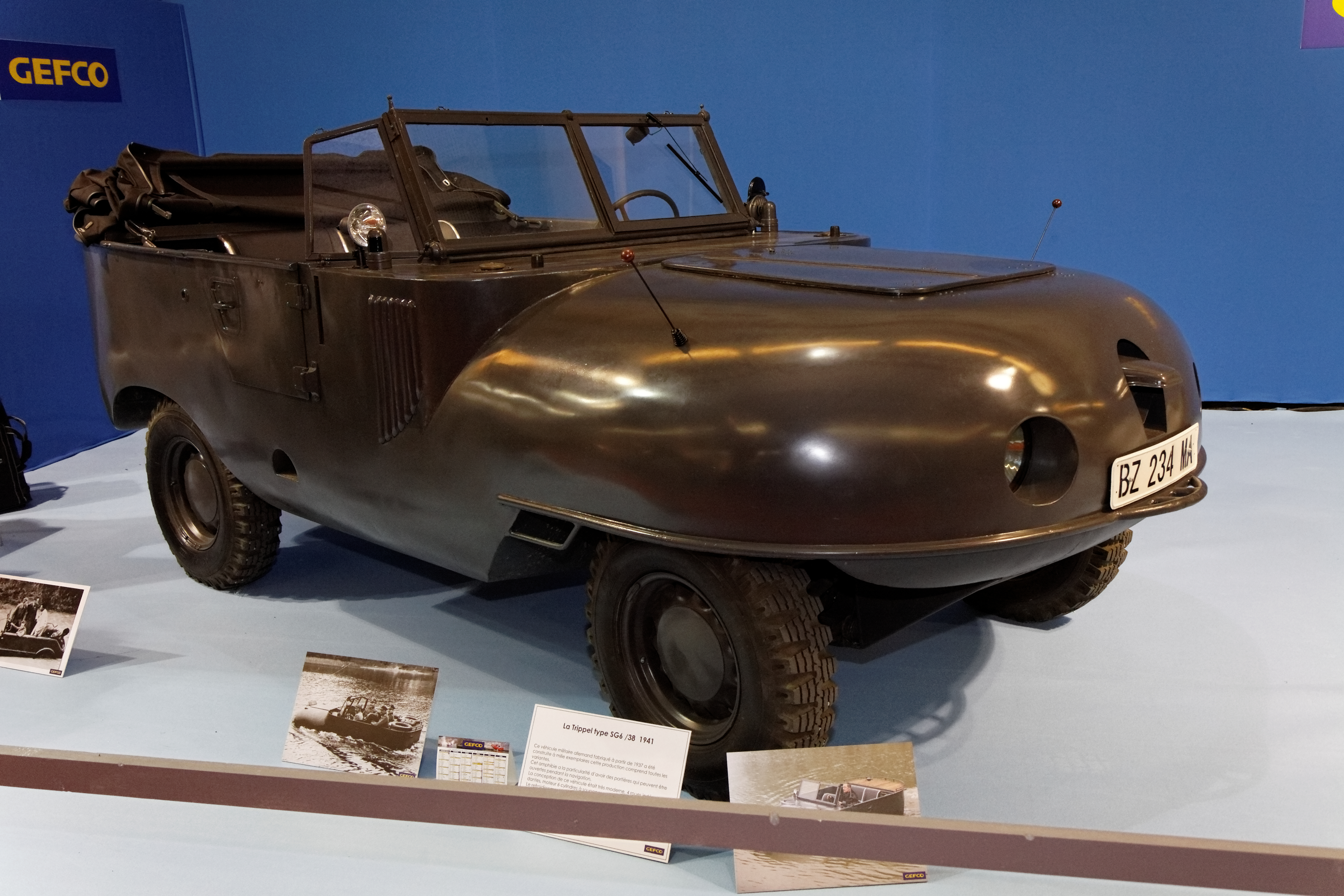
Trippel SG 6 38 (Baujahr 1941)

Der Pionier im Schwimmwagenbau, Hans Trippel, begann 1935 mit dem Bau von geländegängigen Schwimmwagen-Prototypen. Unterstützt vom Heereswaffenamt baute Trippel 1936 in Homburg eine Fabrikhalle für die Serienfertigung eines allradgetriebenen geländegängigen Schwimmwagens.
Anstatt ein handelsübliches Fahrwerk mit einem schwimmfähigen Fahrzeugaufbau zu versehen, baute Trippel eine stromlinienförmige Schwimmwanne, in die die Fahrzeugtechnik eingepasst wurde. Der so entstandene Schwimmwagen SG 6  sollte zwar auch zivile Kunden finden, etwa für Expeditionen, aber von vornherein war klar, dass die Herstellung des Fahrzeugs nur wirtschaftlich sein konnte, wenn militärische Kunden den Schwimmwagen in größeren Stückzahlen bestellen würden. So ging auch die erste Bestellung (20 Fahrzeuge) von der Wehrmacht ein. Diese Version des SG 6 wurde von 1937 bis 1940 gefertigt.
Ende September 1938 ging Trippel mit einem SG 6 auf Werbefahrt von Homburg nach Neapel und überquerte dann die 28 Kilometer Wasserstrecke zur Insel Capri mit dem SG 6 schwimmend.
Trippel hatte 1940 die zivile Variante des SG 6 für die Wasserfahrt strömungstechnisch überarbeitet und das Fahrzeug für den zivilen Markt optisch aufgewertet. Dieser Schwimmwagen bekam die Bezeichnung SG 6 Kolonialpionier, von dem wegen des Krieges nur wenige Exemplare hergestellt wurden.
Mit Kriegsbeginn im September 1939 (Zweiter Weltkrieg) konnte Bugatti keine teuren Luxusfahrzeuge mehr absetzen und nach der Niederlage Frankreichs im Juni 1940 (Westfeldzug) schloss Bugatti am 12. August 1940 einen Pachtvertrag mit den Trippel-Werken, die gleichzeitig ihren Firmensitz nach Molsheim verlegten.
Ab 1942 gab es auch eine Variante des SG 6 mit einem Faltschiebedach. Ab 1943 wurde die Produktion des SG 6 heruntergefahren und 1944 eingestellt, zu Gunsten des Schwimmwagens von Volkswagen, des wesentlich leichteren und in der Herstellung billigeren Volkswagen Typ 166. Insgesamt wurden etwa 800 SG-6-Schwimmwagen hergestellt. Bei Berghoff/Rauh-Kühne, die sich auf französische Akten der Nachkriegszeit und auf Trippels Spruchkammerverfahrenakte stützen, ist indessen zu lesen, der Trippel-Schwimmwagen sei im Krieg nur in geringer Stückzahl von ca. 200 produziert worden und habe nie die Serienfertigung erreicht.

## Trippel SG 6 (Pionier)
Auf Verlangen des Heereswaffenamtes wurde eine rein militärische Variante des SG 6 Pionier mit einem vergrößerten Innenraum für den Transport von bis zu 16 Soldaten gebaut. Von 1939 bis 1943 wurde diese militärische Variante des Schwimmwagens produziert. Hierbei war jedoch nur das kurzfristige Übersetzen der Pioniere über ein Wasserhindernis mit dem Fahrzeug möglich, Sitzplätze für diese Anzahl von Personen waren nicht vorhanden, nur der Auftrieb war ausreichend, um dies zu bewerkstelligen.
- 1. Ausführung (ohne Notek-Scheinwerfer)
- 2. Ausführung (Notek-Scheinwerfer rechts an der Fahrzeugfront)
- 3. Ausführung (Notek-Scheinwerfer eingelassen in die Fahrzeugfront, klappbar)
- 4. Ausführung (Notek-Scheinwerfer mit Halterung auf der Fahrzeugfront aufgesetzt)

## Trippel SG 6/41
Allradgetriebenes schwimmfähiges Geländefahrzeug;  55 PS, 6-Zylinder-4-Takt-Benzinmotor des Opel Kapitän, Höchstgeschwindigkeit an Land 95 km/h, Höchstgeschwindigkeit im Wasser 14,5 km/h, eine Schraube für die Fortbewegung im Wasser.
Aus den Erfahrungen mit den Schwimmeigenschaften des Kolonialpioniers wurde die militärische Variante des Schwimmwagens überarbeitet. Unter anderem fehlten bei den dachlosen Fahrzeugen jetzt die beiden Türen, was die Lecksicherheit verbesserte, und der Bug wurde einem Schiff ähnlich gestaltet, um den Wasserwiderstand zu verringern. Dieses Fahrzeug lief ab 1941 unter dem bezeichnenden Kürzel SG 6/41 bei den Bugatti-Werken in Molsheim im Elsass vom Band.

## Museale Rezeption
- Trippel SG 6 Pionier (Zulassung GB: 315 YUL) Donington Collection, Großbritannien (2022) hierbei handelt es vermutlich um das 2010 von Herman Historica versteigerte Fahrzeug
- Trippel SG 6 Pionier in unbekannter Sammlung (sandgelbe Lackierung)[3]
- Trippel SG 6/41 Musée des Blindes, Saumur (2024)